# Funció de Hankel
Les funcions de Hankel són funcions matemàtiques especials directament relacionades amb les funcions de Bessel definides sobre el pla complex {\displaystyle \mathbb {C} }. Les funcions de Hankel de primera i segona espècie venen donades en termes de les funcions de Bessel ordinàries:

{\displaystyle H_{n}^{(1)}(x)=J_{n}(x)+iY_{n}(x)\qquad H_{n}^{(2)}(x)=J_{n}(x)-iY_{n}(x)}

Aquestes combinacions lineals són també conegudes com a funcions de Bessel de tercera espècie. Les funcions de Hankel de primera i segona espècie són emprades per a representar les solucions d'ones entrants i sortints d'una equació d'ones en simetries esfèriques: respectivament (o viceversa depenent de la convecció de signe de la freqüència). Aquestes funcions són així nomenades en honor d'Hermann Hankel.